# Wendell (fotbollsspelare)
Wendell Nascimento Borges, född 20 juli 1993, mer känd som endast Wendell, är en brasiliansk fotbollsspelare som spelar för Porto.

## Karriär
Den 27 februari 2014 värvades Wendell av Bayer Leverkusen, där han skrev på ett femårskontrakt med start från 1 juli 2014.
Den 19 augusti 2021 värvades Wendell av Porto, där han skrev på ett fyraårskontrakt.